# Morčák prostřední

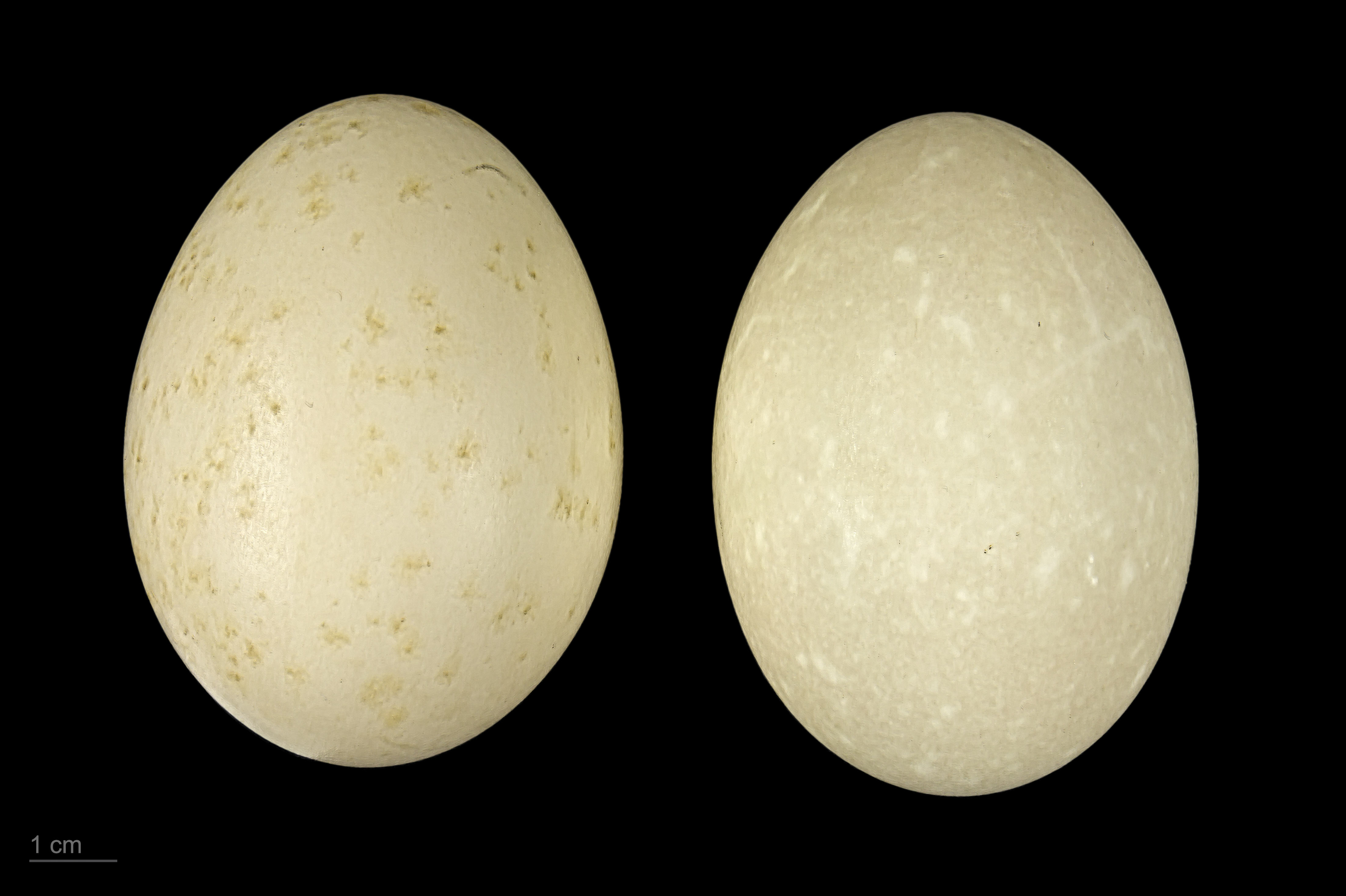
Mergus serrator

Morčák prostřední (Mergus serrator) je velká potápivá kachna a společně s morčákem velkým a bílým jediný druh morčáka, který se vyskytuje na území České republiky.

## Popis
Morčák prostřední dorůstá 52–58 cm, váží 750–1360 g a v rozpětí křídel má asi 67–82 cm. Dospělý samec má šedočerný hřbet, černobílá křídla, šedé boky a ocas, hnědobílé hrdlo, zelenou hlavu s nápadnou chocholkou per a výrazným červeným zobákem. Samice se od samce výrazně liší, je téměř celá šedá s bílým zbarvením na břiše a křídlech a hnědou hlavou, na které má výraznější chocholku než samec. Často bývá zaměňována s velmi podobnou samicí morčáka velkého, na rozdíl od které je poněkud menší a má mnohem méně výraznější přechod mezi hnědým hrdlem a světlou hrudí.

## Rozšíření
Morčák prostřední je široce rozšířený pták, hnízdí na sladkovodních jezerech a řekách v Severní Americe, Grónsku, Evropě a Asii. Je stěhovavý a na zimu pravidelně odlétá do jižnějších lokalit s mírnějším podnebím. Při průtahů je často a místy i dosti pravidelně k vidění také na území České republiky, kde velmi ojediněle také zimuje. V roce 2004 činila populace tohoto ptáka asi 510 –600 000 jedinců.

## Ekologie
Vyskytuje se obvykle jednotlivě, občas může žít i ve skupinách čítajících až 50 jedinců. Za svou kořistí, kterou tvoří především menší ryby, vodní hmyzy, korýši a žáby, se velmi často potápí.
Hnízdo má obvykle velmi dobře ukryté v husté rostlinné vegetaci a umístěné v těsné blízkosti vody. Ročně klade 5–12 vajec, na kterých sedí asi 29–35 dní. Mláďata hnízdo opouštějí krátce po vylíhnutí obvykle již v 1. až 2. dni života, pohlavně dospívají ve 2 letech a ve volné přírodě se mohou dožít i více než 8 let.

## Chov v zoo
Morčák prostřední je velmi vzácně chovaných druhem. V rámci Evropy byl v červnu 2020 chován jen ve čtyřech zoo – dvou německých, jedné britské a jedné české (Zoo Praha). Ani v minulosti nebyl chován v žádné jiné české a slovenské zoo.

### Chov v Zoo Praha
Zoo Praha chová tento druh od roku 2004. Na konci roku 2018 byl chován pár.
K vidění je v průchozí voliéře Delta za pavilonem Sečuán v dolní části zoo (stav léto 2020).